# Mustapha Mechiche Alami
Pour les articles homonymes, voir Alami.
Mustapha Mchiche Alami, né en 1932 à Kénitra, est un homme d'affaires marocain. Il est aussi universitaire et un homme politique marocain affilié au Parti de l'Istiqlal (PI). Il a été député de Kénitra ainsi que vice-président de la commune de Kénitra-Maâmoura. Il est le président de la fondation Mechiche Alami.

Il a également travaillé en tant que diplomate Marocain à Washington D.C. dans les années 60, ville dans laquelle il a étudié à l'université de Georgetown.
Il participe et organise également de nombreux événements et expositions liées à l'art et l'histoire du Maroc, d'où son surnom de "Saint Mécène" .